# Sadowaja (obwód miński)
Sadowaja (biał. Садовая; ros. Садовая, Sadowaja) – wieś na Białorusi, w obwodzie mińskim, w rejonie kleckim, w sielsowiecie Zubki, nad Ceprą.

## Historia

### Blaczyn
W Rzeczypospolitej Obojga Narodów leżał w województwie nowogródzkim, w powiecie nowogródzkim. W 1640 zbudowano tu cerkiew. Odpadł od Polski w wyniku II rozbioru.
W XIX i w początkach XX w. położony był w Rosji, w guberni mińskiej, w powiecie słuckim, w gminie Kleck.
W dwudziestoleciu międzywojennym trzy wsie i dwa folwarki leżące w Polsce, w województwie nowogródzkim, w powiecie nieświeskim, w gminie Kleck (folwark Blaczyn oraz wsie Blaczyn I i Blaczyn II do 1 października 1927 należały do gminy Łań, po czym zostały przyłączone do gminy Kleck). 
Demografia w 1921 przedstawiała się następująco:
|                 | Gmina | Liczba mieszkańców | Budynki | Narodowość  | Narodowość        | Wyznanie    | Wyznanie |
| Polacy          | Gmina | Liczba mieszkańców | Budynki | Białorusini | rzymskokatolickie | prawosławne |          |
| --------------- | ----- | ------------------ | ------- | ----------- | ----------------- | ----------- | -------- |
| folwark Blaczyn | Kleck | 10                 | 1       | 10          | –                 | 10          | –        |
| wieś Blaczyn    | Kleck | 61                 | 11      | 61          | –                 | –           | 61       |
| folwark Blaczyn | Łań   | 4                  | 1       | 3           | 1                 | 3           | 1        |
| wieś Blaczyn I  | Łań   | 238                | 44      | 1           | 237               | 2           | 236      |
| wieś Blaczyn II | Łań   | 57                 | 9       | –           | 57                | –           | 57       |

### Brykowszczyzna
W dwudziestoleciu międzywojennym wieś leżąca w Polsce, w województwie nowogródzkim, w powiecie nieświeskim, do 1 października 1927 w gminie Łań, następnie w gminie Kleck. W 1921 miejscowość liczyła 157 mieszkańców, zamieszkałych w 27 budynkach, wyłącznie Białorusinów wyznania prawosławnego. 

### Sadowaja
Po II wojnie światowej w granicach Związku Sowieckiego. Sadowaja powstała w 1964 z połączenia miejscowości Blaczyn (biał. Бля́чына, Блячын, Blaczyna, Blaczyn) i Brykowszczyzna (biał. Брыкаўшчына, Brykauszczyna). Od 1991 w niepodległej Białorusi.